# Andrés María Rubio García
Andrés María Rubio García (* 1. Juni 1924 in Rocha; † 19. April 2006) war ein uruguayischer römisch-katholischer Bischof.
Andrés María Rubio García empfing am 11. September 1949 die Priesterweihe für die Salesianer Don Boscos. Er war ab dem 18. Mai 1968 Weihbischof in Montevideo und Titularbischof von Forum Traiani. Er wurde am 22. Mai 1975 zum Bischof von Mercedes ernannt. Das Amt übte er bis zu seinem Rücktritt am 14. Februar 1995 aus.